# إيزابيل سميث
إيزابيل سميث (بالإنجليزية: J. Smith-Cameron)‏ هي ممثلة أمريكية، ولدت في 7 سبتمبر 1957 في الولايات المتحدة. بدأت مشوارها المهني سنة 1979.

## أعمال

### أفلام
- (1995) أفروديت القوية[2]
- (1995) سابرينا[3]
- (2011) مارغريت
- (2012) رجل على حافة[4][5]
- (2016) كريستين

### مسلسلات
- تصحيح
- ذا غود وايف

## ترشيحات
- جائزة توني لأفضل ممثلة بارزة في مسرحية [الإنجليزية]‏ (1991)

## وصلات خارجية
- إيزابيل سميث على موقع IMDb (الإنجليزية)
- إيزابيل سميث على موقع ألو سيني (الفرنسية)
- إيزابيل سميث على موقع أول موفي (الإنجليزية)
- إيزابيل سميث على موقع قاعدة بيانات برودواي على الإنترنت (الإنجليزية)
- إيزابيل سميث على موقع قاعدة بيانات الأفلام السويدية (السويدية)
- إيزابيل سميث على موقع قاعدة بيانات الفيلم (الإنجليزية)
- إيزابيل سميث على موقع ليتربوكسد (الإنجليزية)
- إيزابيل سميث على موقع كينوبويسك (الروسية)